# Монтодине
Монто̀дине (на италиански: Montodine, на местен диалект: Montoden, Монтоден) е малко градче и община в Северна Италия, провинция Кремона, регион Ломбардия. Разположено е на 61 m надморска височина. Населението на общината е 2522 души (към 2010 г.).